# Komo (Gwinea Bissau)
Komo – wieś w Gwinei Bissau, w prowincji Sul, w regionie Tombali w sektorze Komo.
Wieś Komo jest siedzibą sektoru Komo zamieszkanego przez 8777.